# Die Känguru-Chroniken
Die Känguru-Chroniken sind vier Textsammlungen des deutschen Autors, Liedermachers und Kabarettisten Marc-Uwe Kling. Der Begriff steht pars pro toto für alle vier bisher erschienenen Sammlungen, obwohl tatsächlich nur der erste Band Känguru-Chroniken heißt. Der Verlag vermarktet alle Bände hingegen unter dem Titel Känguru-Werke. Erste Texte wurden zunächst ab 2008 im wöchentlichen Podcast Neues vom Känguru beim Berliner Radio Fritz gesendet. 2009 erschien eine erste Auswahl in Buchform unter dem Titel Die Känguru-Chroniken: Ansichten eines vorlauten Beuteltiers im Berliner Ullstein Verlag. 2011 folgte der zweite Band Das Känguru-Manifest, der dritte (damals offiziell letzte) Band Die Känguru-Offenbarung folgte 2014. Im Herbst 2018 erschienen als bislang letzter Teil Die Känguru-Apokryphen. Alle vier Bände wurden auch als Hörbücher im Verlag Hörbuch Hamburg publiziert. Die Bände der Känguru-Chroniken zählen zu den größten Erfolgen der Gegenwartsliteratur im Taschenbuch- und vor allem Hörbuch-Bereich in Deutschland und halten sich seit Jahren in den oberen Rängen entsprechender Bestsellerlisten. Die ersten drei Bände hatten sich Anfang 2018 in gedruckter Form über 2,5 Millionen Mal verkauft, bis Herbst 2018 wurden außerdem mindestens 1,7 Millionen Känguru-Hörbücher abgesetzt, Ende 2019 wurde bekanntgegeben, dass sich allein das erste Hörbuch über 1 Million Mal verkauft hatte. Anfang 2020 begann Fritz damit, die Ur-Folgen der Känguru-Chroniken als „Neues vom Känguru reloaded“ als Podcast und auf dem gleichnamigen Youtube-Kanal zu veröffentlichen. Wie alle Romane Klings sind die Bücher nicht im Präteritum, sondern im Präsens verfasst.

## Inhalt

### Die Känguru-Chroniken (2009)
Zu Beginn der Handlung steht ein Känguru vor der Tür des Ich-Erzählers und möchte sich ein paar Eier ausborgen, weil es Eierkuchen machen möchte. Der ist verblüfft über die Begegnung mit dem sprechenden Tier, leiht ihm aber die Eier. Kurz darauf klingelt das Känguru erneut, weil ihm noch Salz, Milch und Mehl fehlen, Öl und auch eine Pfanne, um dann erneut vor der Tür zu stehen und resigniert zu sagen: „Kein Herd!“. Der Ich-Erzähler bittet das Känguru in seine Küche, und kurze Zeit später zieht das Tier, ihn mehr überrumpelnd als nach seiner Zustimmung fragend, in das bisherige Wohnzimmer des Autors ein. Die beiden bilden fortan eine Wohngemeinschaft. Das Känguru geht keiner geregelten Arbeit nach und antwortet auf die Frage nach seinem Beruf lediglich: „Ich bin Kommunist! Was dagegen?“ Deshalb muss der Ich-Erzähler, ein Kleinkünstler, für den Lebensunterhalt des Kängurus aufkommen.
Die Chroniken bestehen im Wesentlichen aus den Gesprächen und Erlebnissen der beiden Protagonisten. Sie werden in kurzen, in sich abgeschlossenen Kapiteln mit viel wörtlicher Rede erzählt, wobei die Kapitel immer wieder aneinander anknüpfen und aufeinander aufbauen. So zieht der Erzähler beispielsweise einmal ein Buch aus einer Stoppersocke. In einem vorangegangenen Kapitel wird erwähnt, dass die Bücher nicht mehr vom schiefen Regalbrett rutschen, weil sie nun in Stoppersocken stecken. Solche verbindenden Elemente, in denen vergangene Pointen, ähnlich einem Running Gag, erneut zitiert werden, und die zum Verständnis die Kenntnis des bisherigen Geschehens erfordern, tauchen immer wieder auf.
In den einzelnen Kapiteln entsteht wie in einem Mosaik ein Bild dieser ungewöhnlichen Wohngemeinschaft. Die Gesprächsthemen der beiden reichen von Medien- und Sprachkritik bis zu Problemen von Staat und Kapitalismus sowie Glaubensfragen; von der zeitgenössischen Protestkultur zu Karl Marx, Bertolt Brecht, der RAF und dem Vietcong, d. h. es geht um „Gott und die Welt“. Gegen Ende des Buches zieht in der Wohnung gegenüber der WG ein Pinguin ein. Dieser stellt sich als Vertreter für Tiefkühlkost vor und zieht sofort das Misstrauen des Kängurus auf sich („Irgendetwas ist verdammt fischig an diesem falschen Vogel“).
Ort der Handlung ist Berlin und gelegentlich das Berliner Umland. Gelegentlich werden Kreuzberg und Orte wie die U-Bahn-Station Kottbusser Tor als Handlungsorte erwähnt.

### Das Känguru-Manifest (2011)
Der zweite Band knüpft an die Geschehnisse am Ende des ersten Bandes an. Der Leser erfährt von einem fiktiven „Ministerium für Produktivität“, das mit seiner „Initiative für mehr Arbeit“ gegen Arbeitslosigkeit vorgehen will. Derweil bildet sich zwischen dem Känguru und dem Pinguin eine Rivalität heraus. Das Känguru hängt z. B. seinen Boxsack so, dass er bei Benutzung gegen die Wand des Pinguins stößt, der Pinguin stellt im Gegenzug mehrere Wecker an die Wand zum Känguru, um es zu stören. Der fiktive Lektor des Ich-Autors bringt das Känguru auf die Idee, dass der Pinguin sein Antagonist sei, der einen „kapitalistischen Weltverschlechterungsplan“ durchführen wolle.
Die beiden Protagonisten lernen auf einer Preisverleihung – Die Känguru-Chroniken wurden für einen Preis in der Kategorie „Buch mit sprechendem Tier“ nominiert – die Brüder Jörg und Jörn Dwigs kennen, welche die rechtspopulistische Partei Sicherheit und Verantwortung (SV) gegründet haben.
Das Känguru beschließt das Asoziale Netzwerk zu gründen, mit dem es fortan Anti-Terror-Anschläge gegen „das System“ verübt. Die SV schafft es bei den nächsten Wahlen aus dem Stand, in die Berliner Regierung zu kommen und plant, alle Ausländer in eine von zwei Kategorien einzuteilen: Produktiv oder unproduktiv. Diese Einteilung wird von dem fiktiven „Ministerium für Produktivität“ vorgenommen, in dem der Ich-Autor, das Känguru und weitere Mitglieder des Asozialen Netzwerks kurz vor dem Ende des zweiten Teils einbrechen, um die dortige Datenbank zu zerstören. Das Känguru, das den Pinguin an der Spitze der Kampagne vermutet, wird zum Ende des Buches als „unproduktiv“ abgeschoben.
Im zweiten Teil entwickelt sich zusätzlich zu den losen Kurzgeschichten eine übergeordnete Handlung, wobei die einzelnen Kapitel auch unabhängig voneinander verständlich bleiben. Während die Geschichten des ersten Bandes den – bis auf das sprechende Känguru – typischen Alltag in Berlin erzählen, werden im zweiten Band Institutionen und Handlungen geschaffen, die zwar nicht real sind, so jedoch denkbar wären.

### Die Känguru-Offenbarung (2014)
Der dritte Band ist in zwei Teile gegliedert, das erste und zweite Buch der Offenbarung.
Zu Beginn des ersten Teils ist der Ich-Autor schon mehrere Monate allein und in eine Depression verfallen, jedoch kehrt bald das Känguru zurück. Da es sich jetzt offiziell illegal in Deutschland aufhält, verkleidet es sich stets. Wie sich herausstellt, ist der Pinguin nicht mehr in seiner Wohnung anzutreffen. Der Ich-Autor und das Känguru machen es sich zur Aufgabe, den Pinguin zu finden. Sie gehen dabei keiner besonderen Strategie nach, sondern suchen an vielen verschiedenen Stellen, verpassen den Pinguin aber jedes Mal knapp. Nach der Forderung des Lektors nach mehr „Grandeur“ setzen die Protagonisten ihre Suche im Ausland fort. Davon handelt der zweite Teil. Über New York, Toronto, Brüssel, Seattle, Caracas und nochmals Toronto kommen sie nach Ho-Chi-Minh-Stadt. Es stellt sich heraus, dass das Asoziale Netzwerk mittlerweile Sektionen in der ganzen Welt hat. In Ho-Chi-Minh-Stadt finden die beiden eine Fabrik des Pinguins. Um herauszufinden, was dort produziert wird, fahren sie mit dem Schiff den Gütern hinterher. Sie landen auf einer Insel in der Ägäis, die nach dem Vorschlag eines deutschen Politikers an eine Firma verkauft wurde. Das Känguru entwickelt die Theorie, dass die Pinguine die gesamte Welt in einen Flughafen verwandeln wollen. Sie finden die Zentrale der Pinguine, wo kleine Pinguine herangezüchtet werden. Nur knapp und mit der Hilfe eines abtrünnigen Pinguins können sie sich ins australische Outback retten. Dort treffen sie auf eine Gruppe von Kängurus, die, vom Asozialen Netzwerk unabhängig, auch gegen „das System“ und die Pinguine kämpfen. Dann folgt ein Anhang, bei dem viele Gegner des Kängurus, z. B. Dwigs, wieder vorkommen, um von Anti-Terror-Anschlägen heimgesucht zu werden. Das Buch endet damit, dass die Eröffnung des ersten Pinguin-Flughafens vom Känguru sabotiert wird.
Der erste Teil ist ähnlich dem Känguru-Manifest, beinhaltet also einzelne abgeschlossene Episoden, im zweiten Teil sind die Geschichten jedoch sehr stark aufeinander aufbauend. Gegen Ende bauen die Kapitel direkt aufeinander auf und haben keine separate, in sich abgeschlossene Handlung mehr. In der Känguru-Offenbarung finden sich viele Elemente, die aus Fantasyromanen bekannt sind, auf die auch auf der Handlungsebene eingegangen wird. Im dritten Band finden sich außerdem viele innerhalb des Buches wiederkehrende Elemente, beispielsweise, dass fast alle Personen, die der Ich-Erzähler und das Känguru im Ausland treffen, „zufälligerweise“ deutsch sprechen und dies auch jeweils unterstrichen wird.

### Die Känguru-Apokryphen (2018)
Im Oktober 2018 erschien ein vierter Band. Der Band enthält mehr als 30 verschiedene Geschichten, die laut Angaben des Autors nicht chronologisch sortiert sind. Jedoch sind aufeinander aufbauende Kapitel wie die, die den Charakter Dietmar Kötke enthalten, chronologisch geordnet. Einige Geschichten spielen während der Känguru-Chroniken, einige auch erst nach dem Ende der Känguru-Offenbarung. Einige Geschichten wurden bereits früher in Büchern der Lesedüne veröffentlicht und nun auf das Känguru umgeschrieben.
Der Titel Känguru-Apokryphen ist eine Anlehnung an die eigentlichen Apokryphen, biblische Bücher und ähnliche Schriften, die nicht in den Kanon aufgenommen wurden, und bezeichnet somit Kurzerzählungen, die es nicht in die Känguru-Trilogie „geschafft“ haben.

## Figuren und Organisationen

### Hauptfiguren

#### Der Erzähler
Protagonist der Chroniken ist ein Ich-Erzähler namens Marc-Uwe, dessen Identität folgendermaßen erläutert wird: Er ist ein gebildeter, kritischer und reflektierender junger Intellektueller, ein Vertreter der Berliner Kleinkunstszene. Geboren und aufgewachsen in Baden-Württemberg, lebt er bis zum Einzug des Kängurus allein in seiner Wohnung. Andere Freunde werden nicht erwähnt, und erst gemeinsam mit dem Känguru lernt er andere Menschen in Berlin kennen, was die Interpretation nahelegt, dass er vor der Begegnung mit dem Känguru noch nicht allzu lange Zeit dort gelebt hat. Gelegentliche Geldsorgen gehören ebenso zu seinem Alltag wie unverhoffte Auftrittsmöglichkeiten oder Preise für seine Kunst. Mit seiner Band oder allein geht er regelmäßig auf Tour, wovon er dem Känguru nach seiner Rückkehr berichtet; er liest ihm seine Gedichte vor und teilt ihm seine Gedanken, Pläne und Ideen mit, wobei sich das Känguru als schonungsloser Kritiker erweist. Dabei kommt es gelegentlich zu Streitgesprächen und Diskussionen, in denen die beiden einander ebenbürtig sind. Das Känguru gewinnt zwar häufiger, da es dazu neigt, rücksichtslos auch unfaire und boshafte Mittel einzusetzen, stellt sich damit gelegentlich allerdings selbst ein Bein.

#### Das Känguru
Das Känguru hat nach eigener Aussage im Vietnamkrieg auf Seiten des Vietcong gekämpft und kam im Anschluss mit seiner Mutter als Vertragsarbeiter in die DDR. Später stellt sich allerdings heraus, dass es im Krieg nur noch als kleines Baby aus dem Beutel seiner Mutter dem letzten Hubschrauber der Amerikaner nachgewinkt hat. Gegenüber dem Ich-Autor gibt es an, hauptberuflich Kommunist zu sein, meldet sich jedoch im Verlaufe der Geschichte arbeitslos. Es ist ein schonungsloser Kritiker des Kapitalismus und kämpft für eine gerechte Weltordnung, Brot für alle und die Ächtung des sogenannten Musikfernsehens, wofür es die „Jüdisch-Bolschewistische Weltverschwörung e. V.“ gegründet hat. Doch all diese Bestrebungen scheitern logischerweise an der Bedeutungslosigkeit des Kängurus im Weltgeschehen und an seiner Faulheit. Seine kapitalismuskritische Haltung wird dabei häufig konterkariert, da es sich vom Erzähler finanziell aushalten lässt und diesen zudem als Versuchsobjekt für seine unlauteren Geschäftsmethoden (wie aufgezwungene Klingelton-Abos) benutzt.
Das Känguru liebt Schnapspralinen, Schnitzelbrötchen und Eierkuchen mit Hackfleisch, außerdem die Band Nirvana und Spielfilme mit Bud Spencer, aber am liebsten ohne Terence Hill. Es ist belesen und argumentiert radikal und konsequent, benimmt sich aber gleichzeitig oft kindisch, trotzig und bockig, es klaut bei jeder Gelegenheit Aschenbecher und ist gelegentlich boshaft und hinterhältig. In brenzligen Situationen steht das Känguru seinem Mitbewohner allerdings selbstlos bei. In seinem Beutel trägt es stets eine Unmenge an Sachen. Oft muss es lange suchen, bis es findet, was es gerade braucht, und zieht dann Bücher, Bolzenschneider, Zeitungen, gestohlene Aschenbecher und vieles mehr heraus. Häufiger kommen die im Beutel getragenen roten Boxhandschuhe zum Einsatz, die zumeist zielsicher gefunden werden.
Es arbeitet an seinem unveröffentlichten Hauptwerk, das, so das Känguru, die beiden menschlichen Haupttriebkräfte im Titel trägt: „Opportunismus und Repression“. Gelegentlich zitiert es kürzere Passagen daraus.
Das Känguru als fiktive Figur – auch wenn vom Autor in Interviews immer wieder dessen Existenz beteuert wird – fungiert als Alter Ego des Autors, als ein nicht an die üblichen Normen gebundenes Wesen, das deshalb aussprechen und tun kann, was dem Autor im realen Leben normalerweise verwehrt wäre, und nutzt damit ein in der Literatur bekanntes und häufig angewandtes Stilmittel. Dem Känguru ist es möglich, Beamte zu beleidigen oder kleine Hunde aus dem Weg zu kicken und dabei noch wie selbstverständlich über deren jeweilige Flugeigenschaften zu fachsimpeln. Es kann Jörn Dwigs, dem Gründer einer fiktiven rechtspopulistischen Partei, auf einem Stehempfang ans Bein pinkeln, weil es gerade beschlossen hat, Redewendungen wörtlich zu nehmen. Aus diesen Freiheiten des Kängurus entsteht die Komik der Chroniken. Zudem kann das Känguru auch unkonventionelle Wahrheiten aussprechen, ähnlich dem Kind im Märchen Des Kaisers neue Kleider. Dabei ist das Känguru ein oft geradezu kindsköpfiger Charakter, gerissen und manchmal boshaft, letztlich aber doch zur Versöhnung mit dem Autor bereit, am liebsten allerdings, wenn der dabei verliert.
Das Känguru weist Charakterzüge auf, die sowohl als typisch weiblich als auch typisch männlich gedeutet werden können. Das Geschlecht des Kängurus ist daher nicht eindeutig definierbar. Zwar haben lediglich weibliche Kängurus einen dauerhaft angelegten Beutel, und das Känguru nutzt seinen Beutel im Lauf der drei Bände klischeehaft weiblich als eine Art chaotische Handtasche, doch weist es im Verlauf des dritten Bandes darauf hin, dass der Beutel lediglich angetackert sein könnte. Im Kapitel der Flughafen Kontrolle wird jedoch der Beutel als angewachsen bezeichnet. Auf das Geschlecht des Kängurus angesprochen, behauptete der Autor im Interview, das Känguru sei „bi-trans-metro-sexuell“.

### Freundeskreis der Hauptfiguren

#### Axel Krapotke
Krapotke ist ein etwas dümmlicher junger Bundeswehrsoldat, der erstmals im zweiten Teil auftritt und sich später dem „Asozialen Netzwerk“ anschließt. Er wird häufig vom Rest der Gruppe ausgeschlossen und bringt das Känguru nicht selten zu spektakulären Wutausbrüchen, etwa weil ihm die Regeln für Mau-Mau zu kompliziert sind.

#### Friedrich-Wilhelm und Otto-Von
Friedrich-Wilhelm und Otto-Von sind zwei türkischstämmige Brüder, deren Eltern es laut Friedrich-Wilhelm „ein wenig übertrieben [haben] mit dem Integrationswillen“. Sie sind Teil des vom Känguru gegründeten „Asozialen Netzwerks“ und in diesem, neben dem Känguru und dem Erzähler, die Schlüsselfiguren. Friedrich-Wilhelm kommt weitaus häufiger vor; über ihn erfährt man, dass er Medizinstudent ist und im Zeitraum zwischen dem zweiten und dritten Teil eine Freundin gefunden und mit dieser einen Sohn namens Bartholomäus hat. Otto-Von kommt hauptsächlich im zweiten Band vor. Er betreibt einen kleinen Laden namens „Snacks and the City“, der am Anfang noch dem Verkauf von Dönern und Obst dient, dann aber, einer Geschäftsidee Otto-Vons zufolge, nur noch Billigbier verkauft. Im Laufe des Buches expandiert er und entwickelt sich zur Ladenkette.

#### Gott
Gott ist ein weibliches Mitglied des vom Känguru gegründeten „Asozialen Netzwerks“. Ihr wahrer Name Maria wird erstmals im Kapitel „Schwedische Wissenschaftler“ der Känguru-Apokryphen erwähnt, ebenso, dass sie das Studium der Geisteswissenschaften erfolgreich absolviert hat. Ihr Codename im Netzwerk wird allerdings des Öfteren für einen Running-Gag verwendet (so reden die Figuren über Gott und nutzen dabei Sätze, die sich sowohl auf sie als auch auf die religiöse Figur beziehen lassen). Der Protagonist verliebt sich während der Handlung in sie und ist in ihrer Gegenwart daher oftmals nervös und stammelt. Gott selbst scheint allerdings kein sonderliches Interesse an ihm zu haben. Wie während der Handlung erwähnt wird, wohnt Gott in einer Sozialwohnung und hat einen kleinen Sohn namens Jesus. Ein weiterer Running-Gag sind Gotts häufige Berufswechsel, die allesamt prekäre Arbeitsverhältnisse zeigen („Ich sammele nämlich Scheißjobs wie andere Leute Überraschungsei-Figuren!“).

#### Herta Müller
Herta ist die Besitzerin der Stammkneipe des Ich-Autors und des Kängurus. Sie ist offenbar ehemalige Ostberlinerin, da sie zum Beispiel Westdeutsche bei der Aufstellung ihrer Kneipentoiletten benachteiligt; zudem hat sie einen ausgeprägten Berliner Dialekt. Nachdem sie ihre Eckkneipe im zweiten Band schließen muss, weil sich ein Anwohner über Lärmbelästigungen beschwert, eröffnet sie bei sich zuhause eine illegale Szenekneipe, die hauptsächlich von Mitgliedern des Asozialen Netzwerks, dem sie auch angehört (ihr Spitzname ist „Amazonenkönigin“), und von spanischen Touristen besucht wird. Ihr Lebensmotto lautet: „Et jibt eben sone und solche, un’ dann jibt’s noch janz andre, aber dit sind die Schlimmsten.“

#### Sarah
Sarah ist eine junge Backpackerin, der der Protagonist und das Känguru mehrfach auf ihrer Weltreise begegnen. Sarah ist eine äußert aufgedrehte Person, die große Textmassen auf einmal in sehr hoher Geschwindigkeit von sich gibt. Worte wie „amazing“ und „awesome“ sowie die Phrasen „It's kind of like …“ und „You know …“ sind besonders häufig in ihrem Vokabular zu finden. Grund dafür sind Tabletten, die ihr ihr Psychiater verschrieben hat (eine Anspielung auf einen zuvor vorgeführten Gag zwischen dem Protagonisten und seinem eigenen Psychoanalysten). Sarah scheint während der Handlung Interesse am Protagonisten zu entwickeln, so möchte sie ihn z. B. zu einem Konzert einladen; er scheint sie jedoch als etwas zu überdreht zu empfinden. Wie sich im Verlauf der Geschichte herausstellt, stammt Sarah auch aus Deutschland, woraufhin die zuvor noch auf Englisch geführten Dialoge ins Deutsche wechseln.

### Antagonisten

#### Der Pinguin
Der Pinguin zieht am Ende des ersten Buches in eine gegenüber vom Ich-Autor und dem Känguru gelegene Wohnung ein, in der das Känguru einige Zeit lang gewohnt hat. Kurz darauf wird er vom Känguru zum „kosmischen Antagonisten“ erklärt. Vom zweiten Teil an versuchen Känguru und Pinguin, sich gegenseitig u. a. durch Lärm zu terrorisieren. Im dritten Band verfolgen der Ich-Autor und das Känguru den Pinguin um die ganze Welt, um dessen „Kapitalistischen Weltverschlechterungsplan“ zu vereiteln. Es stellt sich heraus, dass es nicht nur einen, sondern tausende Pinguine gibt. Ihr Anführer ist ein großer Kaiserpinguin.

#### Jörg und Jörn Dwigs
Jörg und Jörn Dwigs sind Zwillingsbrüder. Sie treten zuerst im Känguru-Manifest auf. Jörg ist Asylrichter, bekannt geworden durch eine Ablehnungsquote von 100 %. Jörn ist Bankdirektor und finanziert die rechtspopulistische Partei „Sicherheit und Verantwortung“ (SV), die beide gegründet haben. Jörg Dwigs ist Autor des Buchs Ich bin ja kein Rassist, aber. Sein Name ist eine Anspielung auf den österreichischen Rechtspopulisten Jörg Haider („Haider heißt jetzt Dwigs, sonst ändert sich nix!“), den langjährigen Vorsitzenden der FPÖ.

### Weitere Figuren und Organisationen

#### Das Asoziale Netzwerk
Das Asoziale Netzwerk ist eine vom Känguru gegründete „Anti-Terror-Organisation“. Sie wendet sich gegen „den Terror […] der Medien und der Regierung […] der Religion und der Wirtschaft“. Der Name entstand, da laut dem Känguru die sich sozial nennenden Systeme in Wirklichkeit asozial seien und deshalb eine soziale Organisation sich asozial nennen müsse. In Anlehnung an reale Strukturen in solchen Organisationen kann sich jedes Mitglied und jede Versammlung einen bedeutungslosen Titel geben, es gibt keine Hierarchien. Auch die vom Netzwerk durchgeführten Aktionen, sogenannte Anti-Terror-Anschläge, können beliebig benannt werden.

#### Der Psychiater
Seit dem ersten Band nimmt der Ich-Autor regelmäßig Termine bei seinem Psychiater wahr und berichtet ihm von seinen Erlebnissen mit dem Känguru. Dessen Existenz wird vom Psychiater dabei stets als Wahnvorstellung von Seiten des Ich-Autors interpretiert, bis letzterer das Känguru zu einem Termin mitbringt. Der Psychiater erleidet daraufhin einen psychischen Zusammenbruch, begibt sich selbst in Behandlung, verdrängt die Existenz des Kängurus und versucht im Folgenden weiterhin, den Ich-Autor von dessen Nicht-Existenz zu überzeugen. Ein weiterer Running Gag ist, dass der Psychiater diverse Aussagen des Ich-Autors aus ihrem Kontext reißt und als romantische Avancen interpretiert. Seine Reaktion ist dabei nicht zwangsläufig abgeneigt, er beteuert jedoch stets, dass ihn sein Berufsethos daran hindere, Patienten privat kennen zu lernen.

## Form und Sprache
Der erste Teil enthält 81 Kurzgeschichten, die alle (bis auf das Kapitel 21, das sich dieses Themas metafiktional annimmt) im Präsens erzählt werden. Sie sind zwischen einer und sechs Seiten lang. Einige Kapitel enden mit Textpassagen aus „Opportunismus und Repression“, einem sozialwissenschaftlichen Grundlagenwerk des Kängurus. Es dominiert der Dialog zwischen dem Känguru und dem Chronisten. Die Zwiegespräche in alltäglicher Umgangssprache sind durchsetzt mit Dialektausdrücken, Fremdwörtern, fremdsprachlichen Einsprengseln und Redensarten sowie Fußnoten des Verfassers oder des Kängurus. Einigen Episoden sind – wie in der Literatur zuweilen üblich – Zitate vorangestellt. Diese beziehen ihre Komik aus der Absurdität ihrer falschen Zuordnung; so zum Beispiel von Marx/Engels:

„Die Proletarier haben nichts zu verlieren als ihre Ketten.“

Oder von Kant:

„Handle stets nur nach derjenigen Maxime, durch die du zugleich wollen kannst, dass sie ein allgemeines Gesetz werde.“

Der Autor nennt die britische Komikergruppe Monty Python und die Comicfiguren Calvin und Hobbes als seine humoristischen Vorbilder.

## Gattung
Die Werke der Känguru-Chroniken sind nicht tatsächlich Chroniken, sondern satirische Episodenromane. Die Bücher sind reich an Anspielungen und Intertextualität, an Wortspielen, Pointen und Running Gags. Alle vier Bücher weisen zahlreiche popkulturelle Bezüge auf und beinhalten Hommagen an Spielfilme (darunter Star Wars, Der Herr der Ringe, Fight Club, Filme mit Bud Spencer und Terence Hill) und Literatur (Die Wanderhure). Die Anspielungen auf den Vietcong, die DDR, die Geschichte der kommunistischen Ideologie und ihrer unterschiedlichsten Strömungen, auf Politik und Zeitgeschichte setzen ein gewisses Maß an historischem und Allgemeinwissen voraus, was einer breiten Rezeption der Chroniken, die auch von Kindern gehört werden, aber nie im Weg stand.
Die einzelnen Texte weisen Merkmale einer Kurzgeschichte auf: ein geradliniger, episodenhafter Handlungsverlauf, eine begrenzte Figurenzahl mit starker Typisierungstendenz, ein zielstrebiger Anfang und ein prägnanter, als Pointe konstruierter Schluss, eine stilistisch verknappte und suggestive Sprache sowie inhaltlich eine Hinwendung zum Außergewöhnlichen. Allerdings ist im Unterschied zur typischen Kurzgeschichte jede Erzählsituation durch die nahezu ständige Präsenz beider Protagonisten ausgeprägt multi-, genauer: biperspektivisch angelegt. Das Gesamtwerk hat Poetry-Slam-Charakter aufgrund seiner Witzelemente und der Vortragskompatibilität. Ein Fabelcharakter entsteht durch die Tierprotagonisten mit menschlichen Eigenschaften und die kritisch-erzieherische Grundhaltung, wodurch auch eine Wirkung als Satire erreicht wird.

## Rezeption
Die Känguru-Chroniken wurden vom Feuilleton überwiegend positiv aufgenommen: Die Süddeutsche Zeitung bezeichnete den Autor als „neue[n] Überflieger der deutschen Kabarettszene“, die Frankfurter Allgemeine Zeitung bewertete die Kolumnen als „wortgewaltig, amüsant und temporeich“, der Radiosender Deutschlandfunk Kultur lobte: „Kling schreibt feinsinnig überspitzt und radikal direkt.“ Nach Meinung von Elisabeth von Thadden in der Wochenzeitung Die Zeit bietet Kling alles, „was die Sozialphilosophie an Gesellschaftskritik so zu bieten hat: Das Känguru will politische Teilhabe (Jürgen Habermas), quengelt um Anerkennung (Axel Honneth), braucht Liebe (Eva Illouz) und unbedingt Resonanz (Hartmut Rosa), es sucht Gerechtigkeit (John Rawls), will das System abschaffen (vertritt keiner mehr), erklärt die biologische Geschlechterdifferenz für irrelevant (Judith Butler). Es möchte Tiere so behandeln wie Menschen (Martha Nussbaum) und erstickt in Ambivalenz (Zygmunt Bauman).“ Sophie Weigand lobte in Literaturen, „nie war Gesellschaftskritik gleichzeitig so witzig und so pointiert, diese Lektüre ist nicht nur alternativ- sondern auch gänzlich konkurrenzlos. Es ist eine Satire-Bibel, eben die Heilige Schrift des Asozialen Netzwerks.“ Die Satirezeitschrift Titanic kritisierte hingegen, Kling wolle „zuvörderst einen Jux nach dem anderen machen und niemandem wehtun. Weshalb denn auch das Politische seiner Bücher genauso harmlos, unmotiviert und weitgehend sinnfrei daherkommt wie überhaupt das ganze Klingeling. Man muß schon über ein kindliches Gemüt verfügen, um sich von so etwas begeistern zu lassen.“

## Adaptionen

### Bühne/Theater
Eine erste Theaterfassung der Känguru-Chroniken von Isabelle Chastenier und Benjamin Muth wurde 2015 am Eduard-von-Winterstein-Theater in Annaberg-Buchholz inszeniert. Danach folgten Gastspiele u. a. in Berlin (Brotfabrik), Dresden (Johannstadthalle) und Freiburg (Wallgraben-Theater). 2016 adaptierte Hans Schernthaner das Buch für die Bühne. Unter seiner Regie wurden Die Känguru-Chroniken am Altonaer Theater aufgeführt, die Besetzung bestand aus Stephan Möller-Titel als Marc-Uwe und Robert Zimmermann als Känguru.

### Comic
Von Dezember 2020 bis März 2023 erschienen täglich auf Zeit Online kurze Comicstrips mit Texten von Kling und Zeichnungen von Bernd Kissel, in denen der Protagonist und das Känguru auf tagespolitische Gegebenheiten reagieren. Insgesamt sind über 600 Folgen erschienen. Im März 2022 erschien eine Sammlung der Comics unter dem Titel Die Känguru-Comics: Also ICH könnte das besser im Carlsen Verlag, im Mai 2023 der zweite Teil unter dem Titel Die Känguru-Comics: Du würdest es eh nicht glauben.

### Filme
Im Oktober 2018 begannen die Dreharbeiten zur Kinoverfilmung. Produziert wurde der Film von X-Film und dem ZDF. Regie führte Dani Levy. Das Drehbuch verantwortete Marc-Uwe Kling. Der Kinostart erfolgte am 5. März 2020. Die Känguru-Verschwörung ist eine Fortsetzung der ersten Verfilmung – aber anders als der Vorgänger keine strenge Adaption. Der angekündigte Kinostart war im August 2022.

### Gesellschaftsspiele
Im Kosmos-Verlag erschienen mehrere Spiele von Marc-Uwe Kling, die Themen und Figuren aus den Känguru-Chroniken aufgreifen. Dazu zählen die Kartenspiele Halt mal kurz (2016) sowie Game of Quotes (2017) samt der Erweiterung More Game of Quotes (2019). Außerdem existiert das Würfelspiel Würfel-WG. Ein Känguru-Spiel (2019), das von Johannes Krenner und Alexander Pfister entwickelt wurde. Für das Spiel Die Känguru-Eskapaden (2019), das zur Exit-Reihe gehört, zeichneten neben Kling die Spieleautoren Inka und Markus Brand verantwortlich.

### Kalender
Das Prinzip der falsch zugeordneten Zitate, das im Band Das Känguru-Manifest (2011) eingeführt wird, nutzte Marc-Uwe Kling für mehrere Abreißkalender, die beim Verlag Voland & Quist erschienen. Es existieren Der falsche Kalender (2012), Der falsche Kalender 2 (2018) sowie Der furchtbare Kalender (2016), dessen Zitate fast alle Donald Trump zugeordnet werden. Die Kalender stehen offiziell nicht mit den Känguru-Chroniken in Verbindung, die in einem anderen Verlag erscheinen, erlebten aber ebenfalls zahlreiche Auflagen.

### Parodie
2020 erschien eine anonyme Parodie der Känguru-Chroniken unter dem Titel Die Elefanten-Epen. Statt eines kommunistischen Kängurus spielt hier ein Elefant die Hauptrolle, der Reichsbürger ist und Verschwörungstheorien anhängt.

## Trivia
Im Juni 2018 wurden bei einer Hausdurchsuchung im Nachgang der Proteste gegen den G20-Gipfel in Hamburg 2017 unter anderem sechs CDs mit den Känguru-Chroniken beschlagnahmt. Marc-Uwe Kling reagierte, indem er dem Angeklagten alle von ihm produzierten Hörspiele zukommen ließ.

## Auszeichnungen
- 2010 Deutscher Radiopreis in der Kategorie Beste Comedy für die Radiokolumne Neues vom Känguru.[36][1]
- 2013 Deutscher Hörbuchpreis in der Kategorie Das besondere Hörbuch / Beste Unterhaltung für Die Känguru-Chroniken. Live und ungekürzt[37]
- 2018 Hörbuch-Award für Die Känguru-Chroniken (7× Gold), Das Känguru-Manifest (2× Platin), Die Känguru-Offenbarung (2× Platin), Die Känguru-Apokryphen (Gold)

## Ausgaben

### Taschenbücher
- Die Känguru-Chroniken: Ansichten eines vorlauten Beuteltiers. Ullstein, Berlin 2009, ISBN 978-3-548-37257-0 (272 S.).
  - Auch unter dem Titel Die Känguru-Chroniken: Filmausgabe. Ullstein, Berlin 2020, ISBN 978-3-548-06373-7 (272 S.)
- Das Känguru-Manifest. Ullstein, Berlin 2011, ISBN 978-3-548-37383-6 (304 S.).
- Die Känguru-Offenbarung. Ullstein, Berlin 2014, ISBN 978-3-548-37513-7 (400 S.).
- Die Känguru-Apokryphen. Ullstein, Berlin 2018, ISBN 978-3-548-29195-6 (208 S.).
- Die Känguru-Klassiker. Reclam, Ditzingen 2024, ISBN 978-3-15-014441-1 (171 S.).

### Hardcover/Schuber
- Die Känguru-Trilogie (Band 1–3). Ullstein, Berlin 2015, ISBN 978-3-548-37623-3 (976 S.).
- Die Känguru-Tetralogie (Band 1–4). Ullstein, Berlin 2020, ISBN 978-3-548-06161-0 (1184 S.).

### Hörbücher
- Die Känguru-Chroniken. Hörbuch Hamburg, Downtown, Hamburg 2009, ISBN 978-3-86909-017-7 (4 CDs).
- Das Känguru-Manifest. Hörbuch-Verlag, Hamburg 2011, ISBN 978-3-86909-075-7 (4 Audio-CDs).
- Die Känguru-Chroniken. Live und ungekürzt. Hörbuch Hamburg, Downtown, Hamburg 2012, ISBN 978-3-86909-108-2 (4 CDs; 291 min).
- Die Känguru-Offenbarung. Live und ungekürzt. Live-Mitschnitt, aufgenommen im Mehringhof-Theater Berlin. Hörbuch-Verlag, Hamburg 2014, ISBN 978-3-86909-135-8 (6 Audio-CDs).
- Die Känguru-Apokryphen. Hörbuch-Verlag, Hamburg 2018, ISBN 978-3-95713-149-2 (4 Audio-CDs).
- Das Känguru-Sammelsurium. Hörbuch-Verlag, Hamburg 2020. ISBN 978-3-8449-2470-1 (Gratis-Hörbuch zum Start der Verfilmung)

### Comic
- Die Känguru-Comics: Also ICH könnte das besser. Carlsen Verlag, Hamburg 2022. ISBN 978-3-551-72828-9 (224 S.).
- Die Känguru-Verschwörung: Der Storyboard-Comic zum Film. Ullstein, Berlin 2022. ISBN 978-3550202247.
- Die Känguru-Comics: Du würdest es eh nicht glauben. Carlsen Comics, 2023, ISBN 978-3-551-73009-1 (224 S.).

### Gesellschaftsspiele
- Halt mal kurz!, Kartenspiel, Kosmos 2016, EAN 4002051740382.
- Game of Quotes, Kartenspiel, Kosmos 2017, EAN 4002051692926.
- More Game of Quotes. Kartenspiel, Kosmos-Verlag 2019.
- EXIT. Das Spiel: Die Känguru-Eskapaden (mit Inka und Markus Brand), Kosmos 2019, EAN 4002051695071.
- Die Würfel-WG, Gesellschaftsspiel (Autoren: Johannes Krenner, Alexander Pfister), Kosmos 2019, EAN 4002051693176.
- Voll auf die 18, Kartenspiel, Pegasus Spiele 2022, EAN 4250231734366.